# 16-та танкова дивізія (Третій Рейх)
16-та та́нкова диві́зія (Третій Рейх) (нім. 16. Panzer-Division) — танкова дивізія Вермахту в роки Другої світової війни.

## Командування

### Командири
- генерал-лейтенант Ганс-Валентін Губе (нім. Hans-Valentin Hube) (1 листопада 1940 — 15 вересня 1942);
- генерал-майор Гюнтер Ангерн (нім. Günther Angern) (15 вересня 1942 — 2 лютого 1943);
- оберстлейтенант Буркгарт Мюллер-Гіллебранд (нім. Burkhart Müller-Hillebrand) (2 лютого 1943 — 4 травня 1943);
- оберст, з 1 червня 1943 генерал-майор Рудольф Зікеніус (нім. Rudolf Sieckenius) (5 травня 1943 — 1 листопада 1943);
- оберст, з 31 січня 1944 генерал-майор Ганс-Ульріх Бак (нім. Hans-Ulrich Back) (1 листопада 1943 — 11 серпня 1944);
- оберст, з 9 листопада 1944 генерал-майор Дітріх фон Мюллер (нім. Dietrich von Müller) (12 серпня 1944 — 31 березня 1945);
- оберст Альбрехт Ашофф (нім. Albrecht Aschoff) (1 — 18 квітня 1945);
- оберст Курт Тройгаупт (нім. Kurt Treuhaupt) (19 квітня — 8 травня 1945).